# Ioan Pușcariu
Ioan Pușcariu (n. 10 octombrie 1824, Sohodolul Branului, Transilvania, Imperiul Austriac – d. 24 decembrie 1911, Bran, Comitatul Făgăraș, Austro-Ungaria, azi în județul Brașov, România) a fost un istoric și scriitor român, membru titular al Academiei Române.
A studiat dreptul până la Revoluția de la 1848. După restabilirea ordinii, el a început o carieră de patru decenii în guvern care l-a dus în Transilvania natală , precum și la Viena și Budapesta. În anii 1860, Pușcariu a fost implicat în dezbaterile politice ale românilor din provincia sa și a contribuit, de asemenea, la înființarea organizației culturale cheie a acestora, Asociația Transilvană pentru Literatura Română și Cultura Poporului Român (ASTRA). Interesele sale istorice rezidau în primul rând în nobilimea românilor transilvăneni și genealogia lor; cercetările lui Pușcariu asupra acestui subiect i-au asigurat alegerea la Academia Română .
A primit Medalia „Bene Merenti” (aprilie 1905).

## Viața
Fiul întâi născut al unui preot ortodox român din Sohodol, un sat situat în județul Brașov din regiunea Transilvaniei, a avut opt frați și a urmat școala primară în satul natal. În 1834, a intrat la școala normală germană din Brașov , iar în 1837, la liceul catolic local. În 1841–1842, a urmat ultimul an de gimnaziu la Sibiu , precum și un curs de teologie de un an.
Din 1843 până în 1845, a studiat filosofia la liceul din Cluj, rămânând încă un an după finalizarea acestui ciclu. Acolo, printre colegii săi de clasă se numărau Nicolae Popea, Avram Iancu și Alexandru Papiu-Ilarian.
Din 1846 până în 1848, a auditat cursuri la facultatea de drept saxon din Sibiu. Pușcariu era acolo când a început Revoluția maghiară din 1848 în Transilvania; s-a alăturat mișcării în martie.
Cunoscut drept purtătorul de steag al Adunării Naționale de la Blaj din 15 mai 1848, a fost ales într-un comitet permanent de români format din 25 de membri. Înscriindu-se în garda națională, a fost numit „tribun major” al prefecturii sale Țara Bârsei, începând din acel octombrie și în același timp a fost numit profesor la școala românească din Brașov. În noiembrie, a fost numit evaluator (consilier) al raionului Făgăraș, precum și inspector al zonei Mândra.
Ultimul eveniment politic important din 1848 la care a participat Pușcariu a fost adunarea din decembrie de la Sibiu, convocată de mitropolitul Andrei Șaguna pentru a discuta problemele cu care se confrunta națiunea română într-o Transilvania considerată „pacificată” de generalul Anton von Puchner.
La începutul anului 1849, în timp ce în apropiere aveau loc confruntări armate împotriva forțelor secuiești, Pușcariu și-a putut exercita funcțiile administrative până când Făgărașul a fost ocupat de trupele lui Józef Bem în martie. În acel moment, a fugit peste pasul Rucăr-Bran în Țara Românească, rămânând acolo până când revoluția a fost zdrobită.

## Cariera administrativă și legislativă
Pușcariu s-a întors apoi acasă, reocupând postul de deputat prefect Făgăraș în toamna anului 1849. Ulterior a fost numit comisar și apoi judecător de circuit pentru districtul Făgăraș, ocupând funcția din 1850 până în 1861. În acești ani, sediul jurisdicției sale s-a mutat de la Perșani în 1850 la Viștea de Jos , Deva și Pui , toate în 1851, la Veneția de Jos în 1854. Din 1861 până în 1862, a lucrat la cancelaria imperială transilvană din Viena. A luat parte la adunarea națională a românilor, ținută la Sibiu în ianuarie 1861, în calitate de secretar; întâlnirea a cerut drepturi sporite pentru comunitate.  Din 1862 până în 1865, a administrat județul Küküllő din Cetatea de Baltă , în timp ce din 1865 până în 1867 a fost căpitan suprem al raionului Făgăraș. Cu toate acestea, el nu a putut să acorde o atenție deosebită problemelor românilor locali în timp ce ocupa acest rol, întrucât a fost deputat în Dieta Transilvaniei în aceeași perioadă. Trimis mai întâi la această cameră la Sibiu pentru sesiunea 1863–1864, el a fost numit de guvern la dieta Cluj din noiembrie 1865.
În 1867, după crearea Austro-Ungariei, a devenit consilier pe probleme legate de Biserica Ortodoxă la Ministerul Afacerilor Religioase și Educației Publice din Budapesta din Ungaria. A luat parte la „dieta de încoronare” desfășurată la Budapesta în 1867–1868. Ales pentru un loc Făgăraș, el a votat împotriva legii naționalităților și a cerut ca înainte ca Transilvania să fie absorbită în Ungaria propriu-zisă, să se poarte discuții cu naționalitățile non-ungare. Din 1869 până în 1890, când s-a retras, a fost judecător la Curia Regia . Apoi s-a mutat la Bran , lângă satul natal. După moartea sa, Pușcariu a fost îngropat în cripta familiei locale. El și soția sa Stana Circa, născuți în 1831, au avut patru fii: Ion, inginer și manager în Căile Ferate Române , transportatorul feroviar de stat al Vechiului Regat Român ; Iuliu, care a devenit judecător la curtea de apel din Budapesta; Emil , medic și profesor la Universitatea din Iași din România ; și Iuliu, diplomat care a reprezentat Austria-Ungaria ca consul la Tanger și Moscova.

## Implicare culturală și politică
În 1864, datorită serviciului său birocratic, administrativ și judiciar, Pușcariu a primit Ordinul Coroanei de Fier , clasa a III-a, permițându-i lui și descendenților săi să folosească titlul de cavaler. El descrie stema pe care a primit-o apoi în lucrarea sa asupra familiilor nobiliare românești din Transilvania. Istoricul său juridic și teologic i-a permis lui Pușcariu să-l ajute pe Șaguna să elaboreze un statut organic pentru biserică, și a ajutat la convingerea guvernului să aprobe statutul în primăvara anului 1869.  În același an, a participat la o conferință la Miercurea Sibiului, unde a fost creat Partidul Național al Românilor din Transilvania. În timpul evenimentului, susținătorii pasivismului politic și activismului s-au ciocnit; Pușcariu s-a aflat în mod evident în această din urmă tabără, susținând că, deși deputații români la dietă au realizat puțin, și-au făcut auzit vocea și că orice ar face românii, națiunile maghiare și săsești vor continua să aleagă deputați și să adopte legi. În ciuda acestor argumente, pasivismul, o retragere din viața politică a noului stat dualist, a fost adoptat ca strategie oficială cu o largă marjă, iar adepții săi au atacat Pușcariu în ziarele lor.
Deși funcția sa de judecător l-a interzis activității politice evidente, el și Șaguna, prin intermediarul fratelui său Ilarion , au continuat să discute despre relansarea activismului. În 1872, a publicat o broșură care conținea un program politic, dar aceasta a fost respinsă atât de ședința partidului sibian din mai, cât și de conferința de la Alba Iulia din luna următoare. În acel moment, s-a retras în esență din politică până când a făcut o scurtă întoarcere în 1884, când Miron Romanul a inițiat un partid moderat român . Cu toate acestea, puțini s-au alăturat organizației, care a fost întâmpinată cu dezaprobare de majoritatea populației române și de guvernul maghiar. El a fost bucurat de decizia de a trece la activism, luată la începutul anului 1905 de către Partidul Național Român .
A jucat un rol important în fondarea Asociației transilvane pentru literatura română și cultura poporului român (ASTRA), ajutând la elaborarea statutului organizației, care a fost aprobat de împăratul Franz Joseph I în 1861. Apoi a fost membru activ, adresându-se adunărilor sale și lucrând în cadrul secțiunii istorice. În cadrul primei adunări generale a asociației, el a susținut un discurs subliniind valoarea istorică a documentelor referitoare la familiile nobiliare românești din Transilvania, Banat , Crișana , Maramureș și Bucovina. Pentru a evalua întinderea aproximativă a acestor familii, el a lansat un apel către liderii bisericii sale și ai Bisericii Greco-Catolice Române , precum și către personalități proeminente din comunitate, cerându-le să trimită date pe un formular pregătit. După ce s-a retras la Bran, a supravegheat activitatea capitolului local ASTRA. Pușcariu a fost, de asemenea, implicat în viața culturală și bisericească românească din Budapesta, dezvoltând prietenii strânse cu liderii comunității și promovând construirea unui teatru. El a cântărit în disputele filologice ale epocii, luându-se de partea lui Timotei Cipariu și George Barițiu în preferința sa pentru o ortografie bazată pe etimologie.

## Contribuții la istorie și genealogie
Ales membru de onoare al Academiei Române în 1877, Pușcariu a ajuns la statut de titular în 1900, participând la adunările generale ale organizației până la sfârșitul vieții sale. În cursul carierei sale administrative, Pușcariu a fost preocupat de politica și dreptul Transilvaniei, publicând un dicționar de termeni oficiali, birocratici în limba română în 1860, cu o nouă ediție în 1863. În plus, a apărut la Viena o broșură care cuprinde formulare pentru acte publice și documente. in 1861. Un contribuitor special la alegerea sa ca membru cu drepturi depline al Academiei a fost lucrarea genealogică Date istorice privitoare la familiile nobile române ; care acoperă două volume și se întinde pe 630 de pagini, a fost publicat la Sibiu în 1892 și 1895 și include un material genealogic deosebit de bogat. Geneza proiectului a fost recursul său ASTRA din 1862, dar a rămas în mare parte latent timp de trei decenii și a fost reluat din nou numai după 1890, moment în care au fost scrise materiale științifice noi și vechi documente reeditate. Discursul inițial al Academiei, „Ugrinus — 1291”, sa concentrat asupra istoriei, urmărind să respingă teoria lui Robert Rösler conform căreia strămoșii românilor au migrat spre nord din zona sud-dunăreană. Opinia lui Pușcariu asupra originii românilor este că aceștia au traversat în mod continuu Dunărea și Carpații, atât la nord, cât și la sud, de pe vremea lui Traian . Volumele sale ulterioare, în principal Boierii din Țara Făgărașului, și-a consolidat prezența în fruntea genealogiei în ținuturile de limbă română.
Pușcariu a scris despre propria sa activitate politică, științifică și culturală, iar materialul a fost editat postum ca Însemnări biografice de Ilarion Pușcariu. Interesele sale s-au extins la propria sa istorie familială, pe care a acoperit-o în două dintre cărțile sale. Bazat pe tradiția păstrată, el a insistat că un strămoș îndepărtat, Iuga, a părăsit Maramureșul spre Moldova în timpul domniei lui Dragoș , după care familia s-a extins în Basarabia . El a afirmat că membrii familiei au trecut în Transilvania la începutul secolului al XVII-lea pentru a participa la o rebeliune antiotomană și au fost activi într-un conflict similar în prima jumătate a secolului al XVIII-lea, pe vremea Cantemireștiului.. El a crezut că s-au stabilit mai întâi în jurul orașului Cașin și apoi au ajuns în zona Brașovului. Era sigur că străbunicul său Bucur, bunicul său Leonte și tatăl său Ioan erau toți preoți parohiali în Sohodol. El a menționat că familia se numea în trecut Pușcașiu , conotând un gardian de frontieră militară ( pușcaș însemnând „pușcaș”). El a fost primul numit Pușcariu : în noiembrie 1848, liderii revoluționari August Treboniu Laurian și Ioan Bran de Lemény , după ce a preluat funcția de evaluator, l-au notat ca Pușcariu . Restul familiei a urmat exemplul în schimbarea numelui.